# Hylaeus strenuus
Hylaeus strenuus là một loài Hymenoptera trong họ Colletidae. Loài này được Cameron mô tả khoa học năm 1897.